# Male Čepe
Male Čepe (nemško Meilsberg) je naselje v Občini Gospa Sveta v Okraju Celovec-dežela na Koroškem v Avstriji.